# Narodowy Komitet Olimpijski San Marino
Narodowy Komitet Olimpijski San Marino (wł. Comitato Olimpico Nazionale Sammarinese) – stowarzyszenie związków i organizacji sportowych z siedzibą w Serravalle (w budynku Multieventi Sport Domus), zajmujące się organizacją udziału reprezentacji San Marino w igrzyskach olimpijskich i europejskich oraz upowszechnianiem idei olimpijskiej i promocją sportu, a także reprezentowaniem sportu San Marino w organizacjach międzynarodowych, w tym w Międzynarodowym Komitecie Olimpijskim.